# فرودگاه نانتونگ زینگدونگ
فرودگاه نانتونگ زینگدونگ (به انگلیسی: Nantong Xingdong Airport) یک فرودگاه با کد یاتا NTG است که یک باند فرود بتن دارد و طول باند آن ۲۴۰۰ متر است. این فرودگاه در کشور چین قرار دارد .

## شرکت‌های هواپیمایی و مقصدهای پروازی

### مسافری
| شرکت‌های هواپیمایی   | مقصدهای پروازی |
| ------------------- | --- |
| ایر چاینا           | پکن |
| هواپیمایی جنوبی چین | بایون گوآنگجو |
| Kunming Airlines    | چنگچینگ ییانگبی، کونمینگ چانگشوی |
| شنژن ایرلاینز       | چانگشا هوانگهوا، دالیان ژووشویزی، بایون گوآنگجو، گایلین لیانگ‌جیانگ، هاربین تایپینگ، ججو، چوبو سنترایر، کانزای، کینگدائو لیوتینگ، شنینگ تخین، شنژن بن، تائویوان تایوان، زیامن گائوچی، شی‌آن شیان‌یانگ |
| سیچوان ایرلاینز     | چنگدو شوانگلیو، ووهان تیانهه |
| ژیامن ایرلاینز      | تیانجین بینهای، زیامن گائوچی |